# Кае Нишина
Кае Нишина (јап. 仁科 賀恵; 7. децембар 1972) бивша је јапанска фудбалерка.

## Репрезентација
За репрезентацију Јапана дебитовала је 1995. године. Са репрезентацијом Јапана наступала је на  Олимпијским играма (1996) и два Светска првенства (1995. и 1999). За тај тим одиграла је 46 утакмица и постигла је 2 гола.

## Статистика
| Јапан  | Јапан | Јапан |
| Год.   | Ута.  | Гол.  |
| ------ | ----- | ----- |
| 1995   | 9     | 0     |
| 1996   | 10    | 0     |
| 1997   | 7     | 1     |
| 1998   | 10    | 0     |
| 1999   | 6     | 0     |
| 2000   | 4     | 1     |
| Укупно | 46    | 2     |